# Mélina Robertová-Michonová
Mélina Robertová-Michonová (* 18. července 1979 Voiron) je francouzská diskařka, členka týmu Lyon Athlétisme. Je držitelkou francouzského rekordu výkonem 66,73 m. Na olympijských hrách byla osmá v roce 2008, pátá v roce 2012 a druhá v roce 2016. Byla juniorskou vicemistryní světa v roce 1998, na mistrovství světa v atletice obsadila 11. místo v letech 2003 a 2007, 8. místo v roce 2009, na MS 2013 získala stříbrnou medaili a na MS 2017 bronzovou medaili. Vyhrála mistrovství Evropy v atletice do 23 let 2001, na Mistrovství Evropy v atletice byla dvanáctá v roce 2002, devatenáctá v roce 2006 a druhá v roce 2014. Vyhrála Středomořské hry 2009, získala bronz na Univerziádě 2001 a Frankofonních hrách 2001. Třikrát vyhrála Evropský vrhačský pohár (2014, 2016 a 2017), v roce 2016 byla druhá v Diamantové lize za Sandrou Perkovićovou. Získala sedmnáct titulů mistryně Francie (od roku 2000 do roku 2017, s výjimkou mateřské přestávky v roce 2010), třikrát byla zvolena francouzskou atletkou roku (2013, 2016 a 2017).